# Parc Olímpic del Segre
Das Parc Olímpic del Segre ist eine Wildwasseranlage in der spanischen Stadt La Seu d’Urgell.
Die Anlage wurde am 5. Oktober 1990 anlässlich der Olympischen Sommerspiele 1992 in Barcelona eröffnet. Sie ist durch einen 650 Meter langen und 20 Meter breiten Kanal mit dem Segre verbunden, der die Anlage mit Wasser speist.
Die Wildwasserstrecke unterteilt sich in zwei Kanäle: einen 130 Meter langen Kanal für Anfänger sowie einen 340 Meter langen Wettkampfkanal mit einem Höhenunterschied von 6,5 Metern.
Neben den Olympischen Spielen war die Anlage auch Austragungsort der Kanuslalom-Weltmeisterschaften 1999, 2009 und 2019.